# 1859 en littérature
| Années de la littérature : 1856 - 1857 - 1858 - 1859 - 1860 - 1861 - 1862    |
| Décennies de la littérature : 1820 - 1830 - 1840 - 1850 - 1860 - 1870 - 1880 |

Cet article présente les faits marquants de l'année 1859 en littérature.

## Essais
- Edmond et Jules de Goncourt, L'Art du XVIIIe siècle
- Contribution à la critique de l’économie politique de Karl Marx, est publié à Berlin en juin. Il attaque le proudhonisme et montre le caractère social et historique, non naturel de la production capitaliste.
- La chrétienne de nos jours : lettres spirituelles de l'abbé Bautain, éd. L. Hachette et Cie.
- Port-Royal, étude sur les écrivains jansénistes de Sainte-Beuve (1840-1859).
- Elle et lui plaidoyer de George Sand à la suite de la mort de Musset. Il provoque un nouveau scandale.
- On the Origin of Species (De l'origine des espèces), Charles Darwin. Le livre fondateur de la théorie de l'évolution.
- Self help, de Samuel Smiles.
- On Liberty, de John Stuart Mill.
- Qu’est-ce que le spiritisme ?,  d’Allan Kardec

## Biographie
- 15 octobre : Théophile Gautier publie Honoré de Balzac une biographie aux éditions d'Auguste Poulet-Malassis et Eugène de Broise

## Poésie
- Victor Hugo, la Légende des Siècles, première série.
- Poésies de Villiers de l'Isle-Adam.
- Mirèio, poème provençal de Frédéric Mistral.

## Romans
- Oblomov de Gontcharov.
- Nid de gentilhomme de Tourgueniev.
- Le Bourg de Stépantchikovo et sa population, de Fiodor Dostoïevski.

- Adam Bede, de George Eliot.
- Le Conte de deux cités, de Charles Dickens.

- L'écrivain provençal Frédéric Mistral compose son épopée Mireille.
- Les Malheurs de Sophie et Les Vacances, de la Comtesse de Ségur
- La Montre du doyen, nouvelle d'Erckmann-Chatrian.

## Théâtre
- Le Civilisateur, pièce d'Imre Madách, attaque violente contre le système Bach en Hongrie.
- L'Orage, d'Alexandre Ostrovski.

## Principales naissances
- 8 avril : Edmund Husserl, philosophe autrichien († 27 avril 1938)
- 2 septembre : Ansis Lerhis-Puškaitis, folkloriste, écrivain et enseignant letton († 30 mars 1903)
- 18 octobre : Henri Bergson, philosophe  français († 3 janvier 1941)
- 20 octobre : John Dewey, philosophe américain († 1er juin 1952)

## Principaux décès
- 20 janvier : Bettina von Arnim, écrivaine allemande (° 4 avril 1785).
- 16 avril : Alexis de Tocqueville, homme politique, historien et sociologue (° 29 juillet 1805).
- 14 juillet : Joseph-Pierre Borel d’Hauterive, dit Petrus Borel ou « le lycanthrope », poète, traducteur et écrivain français (° 30 juin 1809).
- 23 juillet : Marceline Desbordes-Valmore, poétesse française (° 20 juin 1786).
- 28 novembre : Washington Irving, écrivain américain, 76 ans (° 3 avril 1783).
- 16 décembre : Wilhelm Grimm, philologue et écrivain allemand (° 24 février 1786).